# À la gloire des Celtics
Pour plus de détails, voir Fiche technique et Distribution.
À la gloire des Celtics ou Fanatique des Celtiques au Québec (Celtic Pride) est un film américain réalisé par Tom DeCerchio en 1996.

## Synopsis
Deux amis décident de kidnapper le joueur arrogant de l'équipe de basketball du Jazz de l'Utah, pour que leur équipe favorite, les Celtics de Boston, remportent le championnat de la NBA.

## Fiche technique
- Titre original : Celtic Pride
- Réalisation : Tom DeCerchio
- Scénario : Judd Apatow, d'après une histoire de Colin Quinn et Judd Apatow
- Musique : Basil Poledouris
- Directeur de la photographie : Oliver Wood
- Montage : Hubert C. De La Bouillerie
- Producteur : Roger Birnbaum
- Producteurs associés : Katherine E. Beyda, Colin Quinn et Michael Waxman
- Producteurs exécutifs : Judd Apatow, Jonathan Glickman et Charles J.D. Schlissel
- Distribution des rôles : Ferne Cassel
- Création des décors : Stephen Marsh
- Direction artistique : Dina Lipton
- Décorateur de plateau : Jan K. Bergstrom
- Création des costumes : Mary Claire Hannan
- Sociétés de production : Caravan Pictures et Hollywood Pictures
- Société de distribution : Buena Vista Pictures
- Pays de production :  États-Unis
- Genre : Comédie
- Durée : 91 minutes
- Dates de sortie en salles : 
  - États-Unis : 19 avril 1996
  - Allemagne : 5 septembre 1996

## Distribution
- Damon Wayans (VQ : Gilbert Lachance) : Lewis Scott
- Daniel Stern (VQ : Pierre Auger) : Mike O'Hara
- Dan Aykroyd (VQ : Mario Desmarais) : Jimmy Flaherty
- Gail O'Grady : Carol O'Hara
- Christopher McDonald (VQ : Benoit Rousseau) : Coach Kimball
- Paul Guilfoyle (VQ : Bernard Fortin) : Kevin O'Grady
- Adam Hendershott : Tommy O'Hara
- Scott Lawrence : Ted Hennison
- Deion Sanders : lui-même
- Bill Walton : lui-même
- Gus Williams : Derrick Lake
- Ted Rooney (en) : Tony Sheppard
- Vladimir Cuk : Lurch
- Keith Gibbs : Terry Kirby
- Joe Mingle : Referee
- Peter A. Hulne : Pat 'Patty' Fitzsimmons
- Patrick Hulne : Tim 'Timmy' Fitzsimmons
- Will Lyman : Rich Man
- Darrell Hammond : Chris McCarthy
- Colton Russo : Josh
- Ed Regine : Ralph
- Bill McDonald : M. Tanner
- Larry Bird : lui-même